# I Halicka Czerwona Brygada Ukraińskich Strzelców Siczowych
I Halicka Czerwona Brygada Ukraińskich Strzelców Siczowych – brygada utworzona po podpisaniu porozumienia pomiędzy Ukraińską Armią Halicką a Armią Czerwoną z II Korpusu Ukraińskiej Armii Halickiej w rejonie Czeczelnyka.
Brygada wchodziła w skład Czerwonej Ukraińskiej Armii Halickiej.